# Громов, Артём Игоревич
Артём И́горевич Гро́мов (укр. Артем Ігорович Громов; род. 14 января 1990[…], Стрый, Львовская область) — украинский футболист, нападающий клуба «АЕК (Ларнака)».

## Биография
Артём родился в городе Стрый Львовской области, с раннего детства он начал играть в футбол. В детстве часто проводил каникулы у бабушки в Карпатах. В 2000 году вместе с семьёй переехал в Полтаву, где позже выступал за ДЮСШ им. И.Горпинка и «Молодь» в детско-юношеской футбольной лиге Украины.

### Клубная карьера
В 2007 году попал в дубль полтавской «Ворсклы». В сезоне 2009/10 стал лучшим бомбрадиром молодёжного первенства Украины, забив 15 мячей, вместе с Юрием Фуртой из «Карпат».
3 апреля 2010 года дебютировал в Премьер-лиге Украины в домашнем матче против мариупольского «Ильичёвца» (3:0), Громов вышел на 85 минуте вместо Ахмеда Янузи, а через несколько минут отдал результативную передачу на Йована Маркоски. В команде Артём считается одним из самых перспективных игроков. Впервые полный матч за «Ворсклу» он отыграл 7 августа 2010 года в выездном поединке против харьковского «Металлиста» (2:3). В январе 2011 года продлил контракт с клубом на пять лет.
31 мая 2016 года стал игроком «Динамо», подписав контракт на 3 года.
16 марта 2017 года заключил контракт с самарским клубом с «Крылья Советов». 18 марта дебютировал в стартовом составе в матче против «Ростова».
16 августа 2017 года заключил двухгодичный контракт с луганской «Зарёй».
Летом 2022 года перешёл в футбольный клуб «Днепр-1».

### Карьера в сборной
В начале августа 2010 года Павел Яковенко вызвал Артёма Громова в молодёжную сборную Украины до 21 года на турнир памяти Валерия Лобановского. В полуфинале Украина проиграла Ирану (2:4), Громов вышел в перерыве вместо Дмитрия Хомченовского. В матче за 3-е место Украина победила Турцию (2:1), Громов участие в матче не принял.
3 сентября 2014 года дебютировал и отдал голевой пас в составе национальной сборной Украины в товарищеском матче против Молдавии (1:0), главный тренер Михаил Фоменко выпустил Громова в начале второго тайма вместо Андрея Ярмоленко.

## Достижения
«Динамо»
- Обладатель Суперкубка Украины: 2016

«Заря»
- Бронзовый призёр чемпионата Украины (2): 2019/20, 2020/21.
- Финалист Кубка Украины: 2020/21